# Tabi

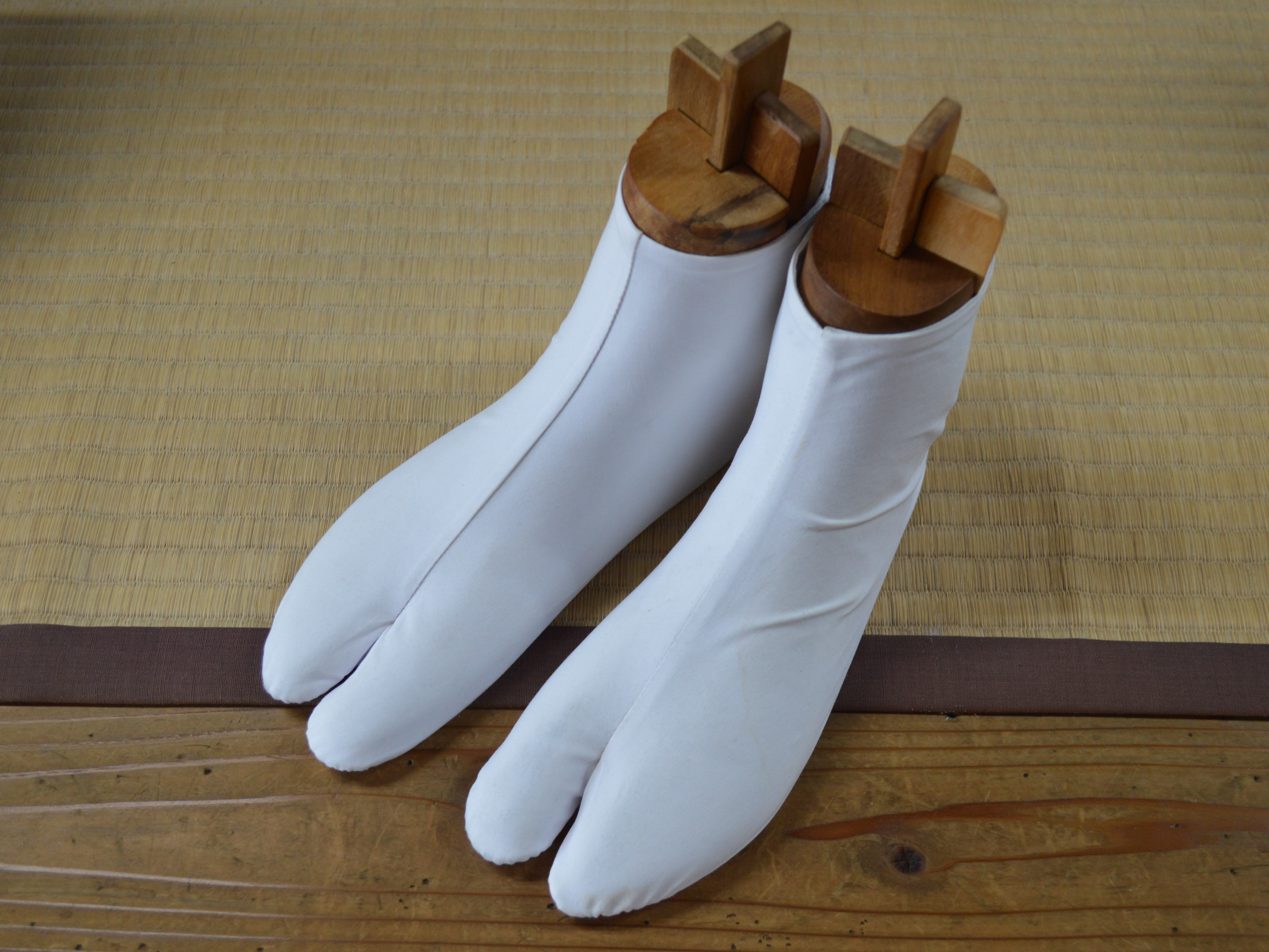
Tabi-Paar

Tabi (jap. 足袋) sind eine Art von knöchelhohen japanischen Socken mit abgeteiltem großem Zeh.

## Beschreibung
Sie werden üblicherweise zu Zōri oder Geta (beides Sandalen) getragen. Üblich sind weiße Tabi; Männer tragen aber auch gelegentlich schwarze. Es gibt zudem gemusterte und farbige Tabi. Diese sind allerdings selten. Es gibt heute auch Stretch-Versionen, die besonders eng am Fuß anliegen, was in Japan als ästhetisch angesehen wird.
In der Kampfkunst Bujinkan gehören schwarze und im Kyūdō weiße Tabi zur Trainingskleidung.

## Jika-Tabi

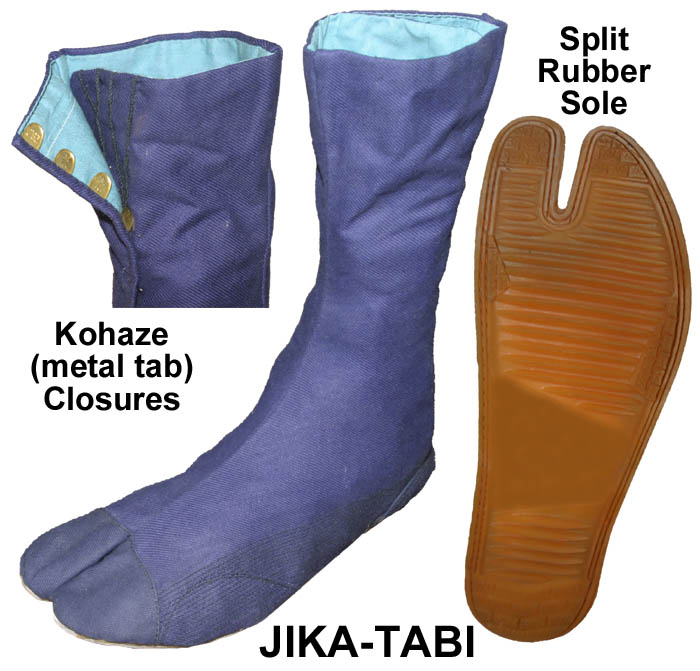
Jika Tabi mit Gummisohle und Verschluss aus Metall-Laschen

Die verstärkte Version der Tabi (地下足袋, jika-tabi wörtl. „Tabi, die den Boden berühren“), oft mit Gummibeschichtung oder Sohle, werden als Schuhe getragen. Diese Art Tabi wird zum Beispiel von Bauarbeitern, Bauern oder Gärtnern getragen, da sie besseren Halt als Zehenstegsandalen Zōri gewähren. Der Zwischenraum zwischen dem großen Zeh und den anderen Zehen wird auch zum Klettern an Gerüsten oder Seilen genutzt.